# Jürgen Schmädeke
Jürgen Schmädeke (* 1. März 1937 in Bremen; † 7. Februar 2012 in Berlin) war ein deutscher Historiker.

## Leben
Jürgen Schmädeke studierte Geschichte und Germanistik. 1964 promovierte er mit einer Arbeit über Militärische Kommandogewalt und parlamentarische Demokratie. Zum Problem der Verantwortlichkeit des Reichswehrministers in der Weimarer Republik an der Freien Universität Berlin zum Dr. phil. Von 1964 bis 1966 arbeitete er als Redakteur der Tageszeitung Der Kurier, von 1966 bis 1978 des  Berliner Tagesspiegel. Anschließend war er von 1978 bis 1996 Wissenschaftlicher Mitarbeiter der Historischen Kommission zu Berlin.
Schmädeke wurde durch seinen gemeinsam mit Peter Steinbach herausgegebenen Forschungsband zum Widerstand gegen den Nationalsozialismus sowie durch seine Veröffentlichungen zum Reichstagsbrand bekannt. Er wandte sich gegen die  These von der Alleintäterschaft Marinus van der Lubbes  beim Reichstagsbrand 1933 und vertrat in der Historischen Zeitschrift (HZ) die Auffassung, auch neue, seit der politischen Wende 1989/1990 zugängliche Dokumente, sprächen für eine von der NS-Führung induzierte Täterschaft.
Jürgen Schmädeke war über mehrere Jahrzehnte, bis zuletzt, Rezensent der HZ.

## Veröffentlichungen (Auswahl)
- Militärische Kommandogewalt und parlamentarische Demokratie. Matthiesen, Lübeck-Hamburg 1966.
- (Hrsg. zusammen mit Peter Steinbach) Der Widerstand gegen den Nationalsozialismus : d. dt. Gesellschaft u.d. Widerstand gegen Hitler / [d. Internat. Konferenz zum 40. Jahrestag d. 20. Juli 1944 "Die Dt. Gesellschaft u.d. Widerstand gegen Hitler – e. Bilanz nach 40 Jahren" vom 2. – 6. Juli 1984 in Berlin]. Mit e. Vorw. von Wolfgang Treue. [Im Auftr. d. Histor. Komm. zu Berlin in Zusammenarbeit mit d. Gedenkstätte Dt. Widerstand]. Piper, München-Zürich 1985, ISBN 3-492-02988-4; 3. Aufl., Neuausg. Piper, München-Zürich 1994, ISBN 3-492-11923-9.
- Der Deutsche Reichstag: Geschichte und Gegenwart eines Bauwerks. München, Piper, München-Zürich, 4. Aufl. 1994, ISBN 3-492-12049-0.
- (zusammen mit Wolfgang Ribbe) Kleine Berlin-Geschichte. Hrsg. von der Landeszentrale für Politische Bildungsarbeit Berlin in Verbindung mit der Historischen Kommission zu Berlin. Stapp, Berlin, 3., erw. und aktualisierte Aufl. 1994.
- Wählerbewegung im Wilhelminischen Deutschland. 2 Bände. Bd. 1: Die Reichstagswahlen von 1890 bis 1912 : eine historisch-statistische Untersuchung / mit einem Vorw. von Peter Steinbach. Bd. 2: Die Reichstagswahlen von 1890 bis 1912: Wahlergebnisse und Strukturen im Kartenbild. Akad. Verl., Berlin 1995.
- (zusammen mit Alexander Bahar und Wilfried Kugel)  Der Reichstagsbrand in neuem Licht. In: Historische Zeitschrift, Bd. 269 (1999), Heft 3, S. 603–651.